# Deutsches Down-Sportlerfestival
Das Deutsche Down-Sportlerfestival ist die größte Sportveranstaltung für Kinder, Jugendliche und junge Erwachsene mit Down-Syndrom (Trisomie 21) weltweit. Seit 2003 findet die Sportveranstaltung statt. Das Festival besuchen über 800 Teilnehmer und ihre Familien fiebern jedes Jahr diesem großen Tag entgegen. Die Sportler können in verschiedenen Sportarten zeigen, was in ihnen steckt und neue Disziplinen ausprobieren. Es ist nicht nur ein Sportereignis, sondern auch ein Ort der Begegnung, an dem die mehr als 4.000 Besucher zusammenkommen, sich informieren können und alle gemeinsam Spaß haben.
Initiiert wurde das Down-Sportlerfestival von der Hexal-Foundation gGmbH, die im Rahmen der seit 2000 laufenden deutschlandweiten Kampagne „Wir gehören dazu“ über Down-Syndrom informiert und sich für mehr Toleranz im Umgang mit Menschen mit Trisomie 21 einsetzt. Heute wird das Festival von der, in Frankfurt ansässigen, Agentur site-works AG veranstaltet.

## Geschichte
Das erste Deutsche Down-Sportlerfestival fand am 14. Juni 2003 in Frankfurt am Main statt, das zweite am 8. Mai 2004 ebenfalls in Frankfurt am Main. Paten waren damals Joachim Luger und Bobby Brederlow. Am 4. Juni 2005 war erneut Frankfurt am Main Austragungsort mit den Paten Henning Baum und Bobby Brederlow, am 24. September 2005 erstmals Magdeburg mit Joachim Luger, Fabian Kelly und Bobby Brederlow. Das vierte Festival – nach Jahrgängen gerechnet – war am 13. Mai 2006 in Frankfurt (Paten waren wiederum Joachim Luger, Fabian Kelly und Bobby Brederlow) und am 30. September 2006 in Magdeburg. Das fünfte Sportfest fand am 31. Mai 2007 in Frankfurt und am 21. September 2007 in Magdeburg statt. Ehrengast in Magdeburg war unter anderem Joachim Luger. Von 2008 bis 2010 fanden ebenfalls Down-Sportlerfestivals in Frankfurt am Main und Magdeburg statt. Im Jahre 2009 gab es erstmals einen offiziellen Song für das Sportfest, mit dem Titel: Dein Tag.

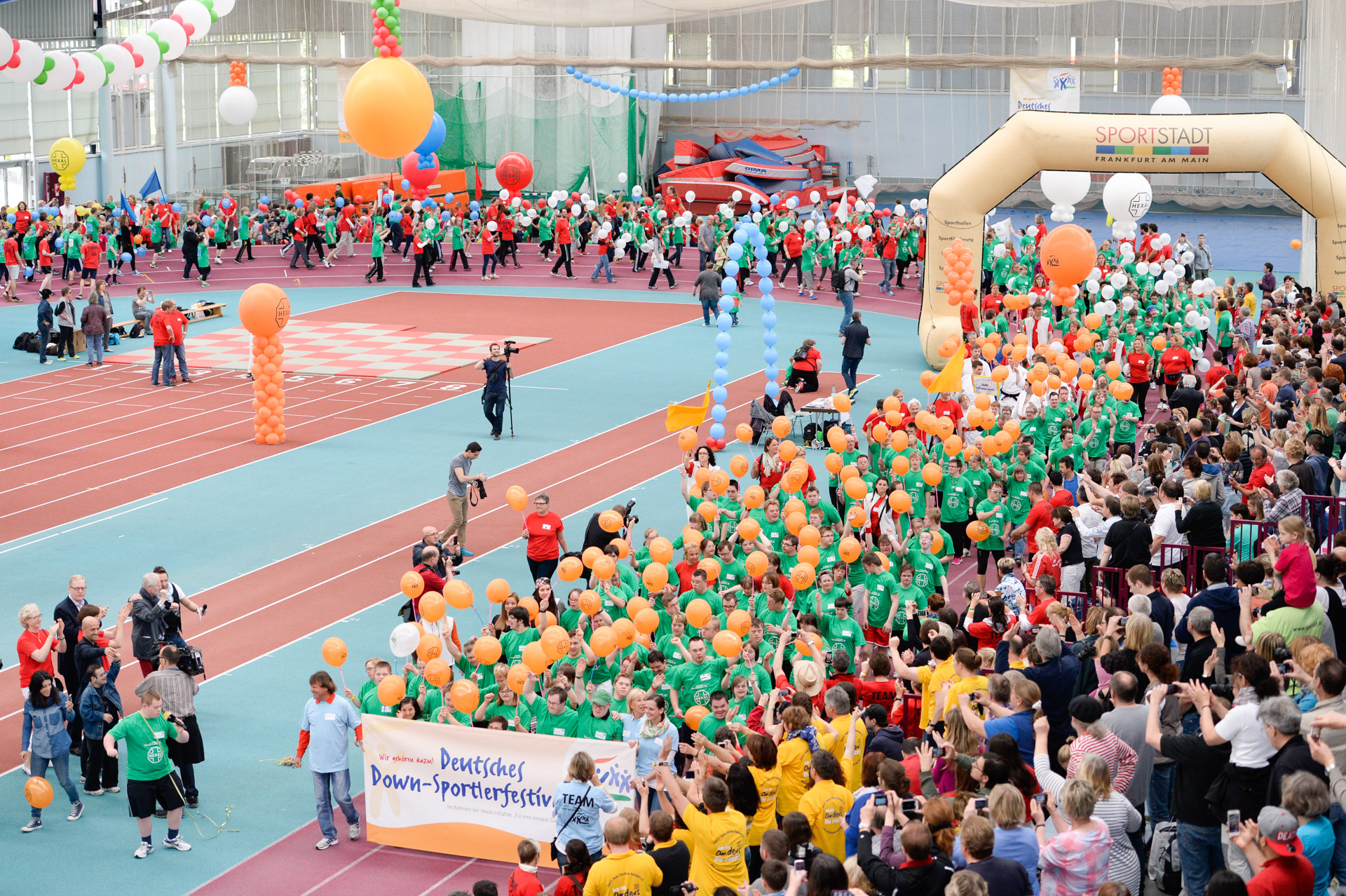
Einmarsch der Sportler beim 12. Down-Sportlerfestival in Frankfurt

Das neunte Deutsche Down-Sportlerfestival 2011 begann am 21. Mai 2011 in Frankfurt am Main und wurde am 17. September 2011 in Magdeburg fortgesetzt.
Das Festival findet seit 2012 einmal im Jahr statt. Bis 2021 fand es fortan lediglich in Frankfurt am Main statt. In den Jahren 2020 und 2021 fand das Festival digital statt, da es aufgrund der COVID-19-Pandemie nicht möglich war, dieses Live stattfinden zu lassen.
Im Jahr 2022 fand es einmalig in Gießen statt und zieht 2023 nach Wetzlar.

## Standorte
| Nr. | Datum              | Ort               | Veranstalter                   | Zusatzinformation                                 |
| --- | ------------------ | ----------------- | ------------------------------ | ------------------------------------------------- |
| 1.  | 14. Juni 2003      | Frankfurt am Main | Hexal                          |                                                   |
| 2.  | 8. Mai 2004        | Frankfurt am Main | Hexal                          |                                                   |
| 3.  | 4. Juni 2005       | Frankfurt am Main | medandmore communications GmbH |                                                   |
| 3.  | 24. September 2005 | Magdeburg         | medandmore communications GmbH |                                                   |
| 4.  | 13. Mai 2006       | Frankfurt am Main | medandmore communications GmbH |                                                   |
| 4.  | 30. September 2006 | Magdeburg         | medandmore communications GmbH |                                                   |
| 5.  | 12. Mai 2007       | Frankfurt am Main | medandmore communications GmbH |                                                   |
| 5.  | 22. September 2007 | Magdeburg         | medandmore communications GmbH |                                                   |
| 6.  | 31. Mai 2008       | Frankfurt am Main | medandmore communications GmbH |                                                   |
| 6.  | 20. September 2008 | Magdeburg         | medandmore communications GmbH |                                                   |
| 7.  | 16. Mai 2009       | Frankfurt am Main | medandmore communications GmbH |                                                   |
| 7.  | 19. September 2009 | Magdeburg         | medandmore communications GmbH |                                                   |
| 8.  | 12. Juni 2010      | Frankfurt am Main | medandmore communications GmbH |                                                   |
| 8.  | 18. September 2010 | Magdeburg         | medandmore communications GmbH |                                                   |
| 9.  | 21. Mai 2011       | Frankfurt am Main | medandmore communications GmbH |                                                   |
| 9.  | 17. September 2011 | Magdeburg         | medandmore communications GmbH |                                                   |
| 10. | 5. Mai 2012        | Frankfurt am Main | medandmore communications GmbH |                                                   |
| 11. | 4. Mai 2013        | Frankfurt am Main | medandmore communications GmbH |                                                   |
| 12. | 17. Mai 2014       | Frankfurt am Main | medandmore communications GmbH |                                                   |
| 13. | 25. April 2015     | Frankfurt am Main | medandmore communications GmbH |                                                   |
| 14. | 4. Juni 2016       | Frankfurt am Main | medandmore communications GmbH |                                                   |
| 15. | 20. Mai 2017       | Frankfurt am Main | medandmore communications GmbH |                                                   |
| 16. | 28. April 2018     | Frankfurt am Main | medandmore communications GmbH |                                                   |
| 17. | 27. April 2019     | Frankfurt am Main | medandmore communications GmbH |                                                   |
| 18. | 19. September 2020 | Frankfurt am Main | site-works AG                  | Digitales Festival aufgrund der COVID-19-Pandemie |
| 19. | 18. September 2021 | Frankfurt am Main | site-works AG                  | Digitales Festival aufgrund der COVID-19-Pandemie |
| 20. | 10. September 2022 | Gießen            | site-works AG                  |                                                   |
| 21. | 9. September 2023  | Wetzlar           | site-works AG                  |                                                   |
| 22. | 21. September 2024 | Wetzlar           | site-works AG                  |                                                   |

## Prominente Paten des Festivals
- André Gatzke
- Peyman Amin
- Steffi Jones
- Andreas Möller
- Andrea Wolf (Schauspielerin)
- Hartmut Volle
- Claus Theo Gärtner
- Edgar Itt
- Henning Baum
- Jan Grünig
- Motsi Mabuse
- Tyrown Vincent
- Joachim Hermann Luger
- Susanne Fröhlich
- Timo Hildebrand
- Bobby Brederlow
- Felicitas Woll
- Dieter Müller (Fußballspieler, 1954)
- Janine Steeger
- Kathrin Klaas
- Ronald Borchers
- Simon Böer
- Timo Wahl
- Volkan Baydar
- Guido Broscheit

## Ablauf
Das Festival beginnt mit der Begrüßung und einem feierlichen Einmarsch der Teilnehmer in die Halle. Insgesamt gibt es mittlerweile über 20 Workshops zu denen sich die Teilnehmer anmelden können. Angeboten werden zum einen verschiedene Leichtathletik-Disziplinen: 50-Meter-Lauf, 100-Meter-Lauf, Weitsprung, Weitwurf und einem 1000-Meter-Lauf. Außerdem werden viele weitere Workshops angeboten. Das Workshop-Angebot beinhaltet Tischtennis, Handball, Kickboxen, Fußball, Basketball, Tanz, Reiten, Klettern, Schwimmen, Musik&Gesang, Drums Alive, Modenschau, Hip Hop, Tennis und die Geschwister Olympiade.
Den Höhepunkt erreicht das Festival dann, wenn am Ende des Tages der Modenschauworkshop mit Peyman Amin allen Zuschauern zeigt, was die Teilnehmer im Laufe der Veranstaltung einstudiert haben. Im Anschluss dessen findet die Abschlusszeremonie statt, in der alle Teilnehmer und Sportler nochmal gemeinsam die Down-Sportler-Hymne singen und unabhängig von Alter und erbrachter Leistung eine goldene Medaille überreicht bekommen.